# Disney Streaming
Disney Streaming (с 2015 по 2018 год известная как BAMTech Media, и Disney Streaming Services с 2018 по 2021 год) — технологическая дочерняя компания The Walt Disney Company, расположенная в Манхэттене, Нью-Йорк. Она была создана в 2015 году как спин-офф MLB Advanced Media - цифрового медиа-подразделения Главной лиги бейсбола, ориентированного на предоставление технологии видео по запросу, особенно для услуг Over-the-top Media Service, Основными клиентами компании являются ESPN (для услуг ESPN+ и ESPN3), Национальная хоккейная лига и Blaze Media.
Большинство принадлежало MLB Advanced Media (которая, в свою очередь, является консорциумом основных владельцев команд MLB), а миноритарные доли принадлежали НХЛ и другим инвесторам. Disney приобрела миноритарный пакет акций компании в августе 2016 года за 1 миллиард долларов, а в следующем году объявила о своём намерении увеличить свою долю до 75% за 1,58 миллиарда долларов. Сделка была одобрена регулирующими органами в сентябре 2017 года. С приобретением BAMTech компанией Disney компания начала разрабатывать два абонентских потоковых сервиса, согласованных с недвижимостью Disney: спортивный сервис ESPN+ и глобальный семейный развлекательный сервис Disney+; общий развлекательный сервис США Hulu и латиноамериканский общий развлекательный сервис Star+ были переданы компании в августе 2021 года. Disney приобрела единоличную собственность к ноябрю 2022 года.

## История

### BAMTech Media (2015–2018)

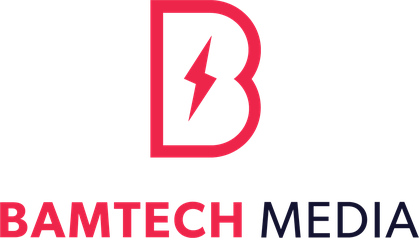
Логотип BAMTech Media, используемый с 2015 по 2018 год

BAMTech была основана в феврале 2015 года компанией MLB Advanced Media, превратив свой бизнес в области потоковых технологий в отдельную компанию с внешними инвесторами. Создание компании было одобрено советом директоров MLB Advanced Media 13 августа 2015 года. В соответствии с планом, свойства, специфичные для MLB (например, MLB.com), останутся под контролем лиги. В августе 2016 года The Walt Disney Company приобрела 1/3 доли в компании за 1 миллиард долларов, с возможностью приобрести мажоритарный пакет акций в будущем.
1 ноября 2016 года BAMTech объявила о партнёрстве с Discovery Communications для формирования европейского совместного предприятия, известного как BAMTech Europe. Его первым клиентом является Eurosport, общеевропейский правообладатель Олимпийских игр, начиная с 2018 года. В следующем месяце Riot Games объявила о сделке с BAMTech для распространения и монетизации трансляций профессиональных соревнований в своей многопользовательской видеоигре League of Legends до 2023 года, в соответствии с которой BAMTech будет платить Riot не менее 50 миллионов долларов в год и разделить доходы от рекламы. Однако после многочисленных задержек сделка была отложена в 2018 году (при этом Riot вместо этого заключила неисключительную дистрибьюторскую сделку с ESPN+, чтобы включить её контент на платформу).
21 февраля 2017 года Майкл Полл был назначен генеральным директором BAMTech. 8 августа 2017 года Disney объявила, что увеличит свою собственность в компании до 75% контрольного пакета акций за 1,58 миллиарда долларов. Disney также подтвердила свой план по запуску фирменного сервиса ESPN в начале 2018 года, за которым последует брендовый сервис прямой передачи потребителям в 2019 году. BAMTech Media была размещена под руководством Кевина А. Майра, старшего исполнительного вице-президента Disney и главного стратегического директора.
Компания официально запустила веб-сайт и фирменный стиль в сентябре 2017 года. 7 ноября 2017 года BAMTech приобрела базируюся в Манчестере программную компанию Cake Solutions. В рамках корпоративной реструктуризации бывший директор Cake Solutions Ян Брукс покинул компанию.

### Disney Streaming Services (2018–2021)

Логотип Disney Streaming Services, используемый с 2018 по 2021 год

В реорганизации сегмента Disney 14 марта 2018 года в ожидании интеграции активов Fox, BAMTech был передан Walt Disney Direct-to-Consumer & International. В январе 2018 года BAMTech назначила Кевина Суинта старшим вице-президентом и генеральным менеджером предстоящего потокового сервиса Disney, а Агнес Чу — исполнительным директором по программированию.
В октябре 2018 года сообщалось, что компания была переименована в Disney Streaming Services. 31 октября 2018 года исполнительный вице-президент и управляющий директор ESPN International Рассел Вулфф был назначен исполнительным вице-президентом и генеральным менеджером ESPN+. WWE не продлила свой контракт с BAMTech, когда он истёк в конце 2018 года, и подписала контракт с Endeavor Streaming в январе 2019 года.

### Disney Streaming (2021-настоящее время)
3 августа 2021 года Disney объявила в Twitter, что компания была переименована в Disney Streaming. В том же месяце сообщалось, что Disney приобретает 10% акций НХЛ в Disney Streaming Services за 350 миллионов долларов, что даёт Disney 85% акций, 15% акций Главной лиги бейсбола в компании могут быть приобретены Disney уже в 2022 году.
10 августа 2022 года сообщалось, что Disney Streaming имела в общей сложности 221 миллион подписок от Disney+, Hulu и ESPN+ вместе взятых. В то время это число превзошло Netflix, который сообщил, что по состоянию на июль 2022 года у него было 220,7 миллиона подписчиков. 29 ноября 2022 года Disney сообщила в своём годовом отчете, что они приобрели оставшиеся 15% акций MLB в компании за 900 миллионов долларов.